# Sultz Sándor
Sultz Sándor (Budapest, 1955. július 13. –) magyar író, drámaíró, forgatókönyvíró, dramaturg. Írói neve Alex Sultz.

## Élete
Édesapja Sultz Sándor, édesanyja Fischer Anna. Budapesten, a Fáy András Autótechnikai Szakközépiskolában érettségizett.1980-ban szerzett felsőfokú végzettséget a Szombathelyi Tanárképző Főiskolán (ma: Savaria Egyetemi Központ). Ezt követően tanárként, népművelőként, újságíróként dolgozott. Szellemi szabadfoglalkozású író. Budapesten él.
Írói pályája 1987-ben kezdődött. Az azóta színházban bemutatott, filmre leforgatott vagy rádióra felvett művei hosszú listát alkotnak. Népszerű tévésorozat forgatókönyvírójaként is ismert. Több önálló drámakötete jelent meg.
Első házasságából született a fia, Ödön, Kálóczi Katalintól.

## Művészete
Szakonyi Károly így jellemzi drámaírói művészetét: „Sultz jó író. Jó drámaíró. Sőt: drámaírónak született. Életet ad a figuráinak, és szemmel követi őket. Mintha nem is akarna történetet mesélni, éppen csak elkezdődik valami cselekvés, néhány mondat, amiből eleinte alig érthetjük meg, miért is hangzanak el. S mire kibomlik a helyzet meg a sztori, már benn vagyunk az élet sűrűjében. Ránk zúdul a meghökkentő, megrázó, felkavaró világ. ... Eleven lényeket teremt, teremtményei élnek – ahogy megírta őket, kilépnek a könyv lapjairól, lejönnek a színpadról, és nekivágnak a létezés kalandjának. Hisznek magukban – mert írójukban is –, hogy nem vesznek el a kalandok során.”

## Megjelent drámakötetei
- A várakozóművész. Három tragikomédia. Bp., 1993
- Most sincs soha. Színdarabok. Bp., Neoprológus Kiadó, 1999
- Apánk napja. Bp., Neoprológus Kiadó, 2003
- Igézet. Három dráma. Bp., Fekete Sas Kiadó, 2009

## Online elérhető művei
- A felsorolt szövegek zöme a https://web.archive.org/web/20180115001614/http://sultzsandor.blogspot.hu/-n olvasható és letölthető.
- A Böllérszék letölthető innen: http://mek.oszk.hu/13100/13149/13149.htm
- Facebookon megjelenő folytatásos műve:
- A rét. (Egy kicsit horror, egy kicsit űropera, egy picit tele teleregény, I-IV. évad.)
- Innen is letölthető: http://aret-sorozat.hu Archiválva 2021. december 6-i dátummal a Wayback Machine-ben

## Fontosabb művei
Drámák
- A földönfutó – játék két részben
- A hattyú halála, avagy a hosszú széklet
- A jó pálinka itassa magát
- A király költözik – mese tündéreknek
- A medve – egyfelvonásos. In: Nyílt Fórum Füzetek, ’97. Zalaegerszegi Hevesi Sándor Színház, (1997.)
- A medve – játék egy részben. In: Most sincs soha
- Apánk napja – játék egy részben. In: Apánk napja
- A piréz vitéz. A király mátyásozik – komédia két részben
- A vaktyúk. A király megbocsát – tündérmese két részben
- A várakozóművész – tragikomédia három részben (1990.) In: A várakozóművész
- Az aranyvirág – színjáték. In: Költők és múzsák. Levéldrámák 1. Bp., Neoprológus Kiadó, 1999.
- Barátaim! Kannibálok! – tragikomédia (1985.) In: A várakozóművész
- Csanád, játék két részben
- Csinnadratta – haláli komédia
- Egy kisherceg
- És a hősök hazatérnek
- Für Elise – bohózat két részben
- Hallgasd a tengert! – hangjáték két részben
- Igézet – játék egy részben. In: Igézet
- Jókolbász, avagy szurrigátum delikátesz
- Képregény – játék két részben
- Krepp – tragikomédia (1988.) In: A várakozóművész
- Lallalulla
- Lepkék tánca – játék egy részben
- Loszándzselesz minicamping – bohózat két részben
- Mal’haba. In: Színház 2009. május
- Médeia – tragédia két részben. In: Most sincs soha
- Megyünk haza
- Micimackó fázik (Micimackúr)
- Mindörökké minek? In: Most sincs soha
- Olykor (oly kor) – játék két részben
- Öljük meg Józsit!
- Perceg a szú – játék két részben
- Rémember – flamó-szappan-opera két részben. In: Apánk napja
- Retró, avagy támad a Xanax
- Romantika
- Szurrogátum delikátesz – játék két részben. In: Igézet
- T. I. – színjáték egy részben
- Utazás Bozenba
- Vikingek (különös kalandja az egyik budakalászi bányatónál) – játék egy részben
- Világvége New Yorkban, avagy a Jópályázat – játék egy részben
- Vörös vatta, avagy vedd már észre, hol van Feri!
- Zöldalma – játék egy részben. In: Igézet
- Zuhé után, avagy halleluja, nem vagy hulla – játék két részben

Adaptációk
- Kristóf rózsafái. Filmkomédia – irodalmi forgatókönyv Rideg Sándor „Kristóf rózsafái” című regényéből

Forgatókönyvek

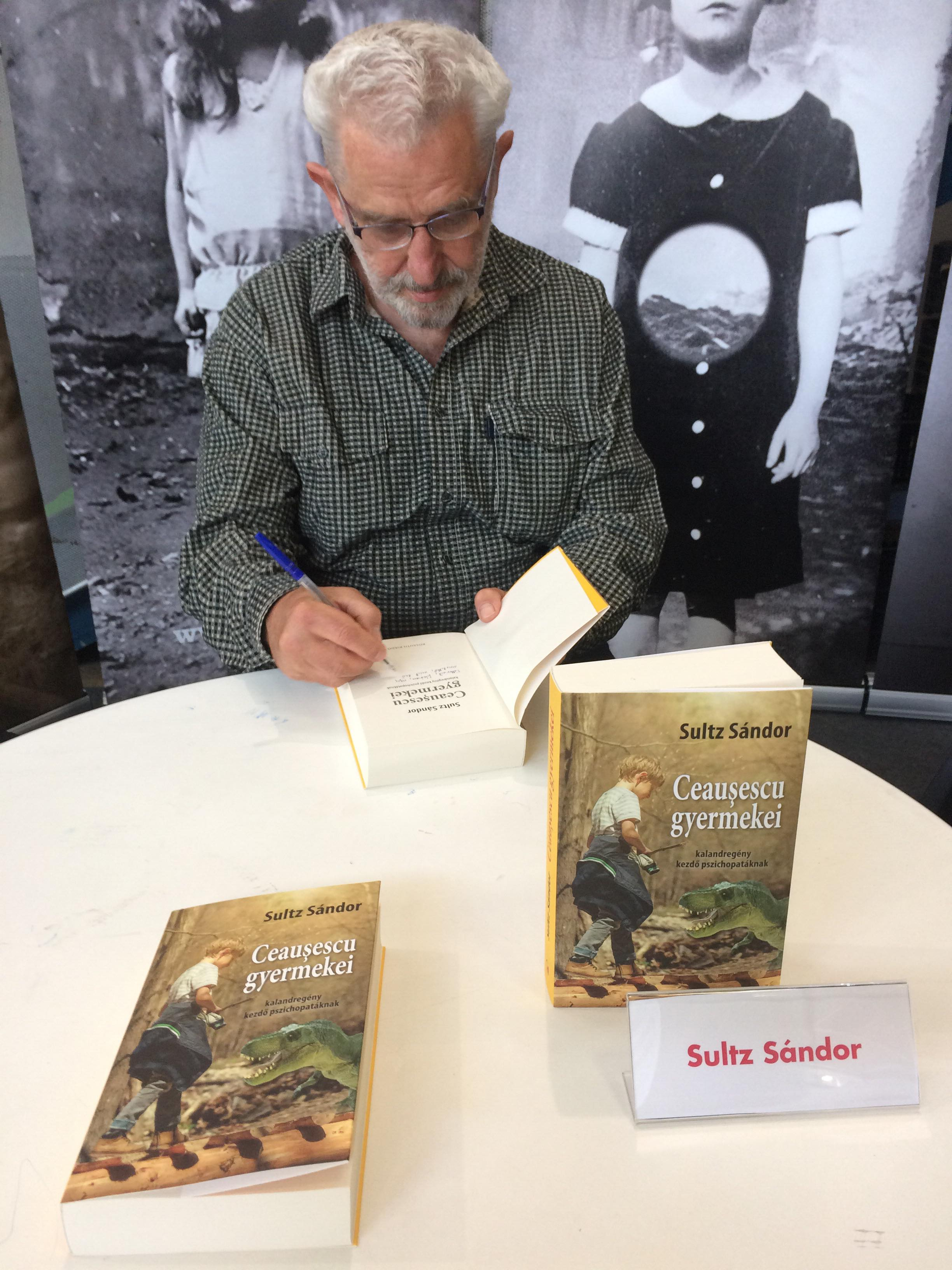
Ceausescu gyermekei című új könyvét dedikálja a XXVI. Budapesti Nemzetközi Könyvfesztiválon

- Cigánymentes övezet. Irodalmi forgatókönyv (2000)

Mesejátékok
- Áldjon Isten! Fabula – játék két részben
- Az ördög fia – mesejáték két részben
- Csipkerózsikaland
- Kelemenke ködmönkéje
- Kőmanó
- Villó, a tündérek ajándéka

Prózai művek
- Hájhattyú
- Miért ne – regény
- Három kisregény:

1. Böllérszék
2. Lúzer lovag
3. Go, Brigi go

- Ceausescu gyermekei – kalandregény kezdő pszichopatáknak (regény) Kossuth Kiadó, 2019. Alex Sultz néven:
- Lány a koporsóban (regény) Kossuth Kiadó, 2019.
- Termik 1-3. fantasy 2021.
- Ugribug 1-3. fantasy 2021.
- Kinizsi A Pál élete és cselekedetei a hét mínusz egyfejű sárkány visszarémlései alapján; 2022. regény
- Tündérhon 2022. regény

## Színházi bemutatók
(Röv.: t. = társulat, e. h. = előadás helye, r. = rendező)
- 1987. A hattyú halála, avagy a hosszú széklet (t.: Szolnoki Szigligeti Színház, e. h.: Szobaszínház, r.: Csizmadia Tibor)
- 1988. Barátaim! Kannibálok! (t.: Nemzeti Színház, e. h.: Bp., Várszínház, r.: Ivánka Csaba)
- 1989. Öljük meg Józsit! (t.: Népszínház, e. h.: Bp., Asbóth utcai Kisszínpad, r.: Konter László)
- 1990. A várakozóművész – felolvasóest (Bp., Radnóti Miklós Színház, r.: Vas-Zoltán Iván)
- 1991. És a hősök hazatérnek… (Eger, Gárdonyi Géza Színház, r.: Szegvári Menyhért)
- 1992. És a hősök hazatérnek (Kassa, Thália Színház –az egri színház vendégjátéka)
- 1993. Romantika (t.: Veszprémi Petőfi Színház, e. h.: Latinovits Zoltán Játékszín, r.: Szegvári Menyhért)
- 1993. A várakozóművész (t.: Nyíregyháza, Móricz Zsigmond Színház, e. h.: Krúdy Színpad, r.: Vas Zoltán Iván)
- 1993. Csipkerózsikaland – Szalay Krisztával közösen (Veszprémi Petőfi Színház, r.: Sashalmi József)
- 1996. Krepp (t.: Békés Megyei Jókai Színház, e. h.: Stúdiószínház, r.: Bartus Gyula)
- 1999. Micimackó fázik (Micimackúr) (t.: TÁP Színház, e. h.: Bp., Trafó, Vajdai Vilmos)
- 2002. Utazás Bozenba (t.: Bp., Merlin Színház, e. h.: Kamaraterem, r.: Jordán Tamás)
- 2002. A jó pálinka itassa magát – Koleszár Bazil Péterrel közösen (t.: Bp., Junion csoport, e. h.: Merlin Színház, r.: Koleszár Bazil Péter)
- 2003. A jó pálinka itassa magát – Koleszár Bazil Péterrel közösen (e. h.: Eger, Gárdonyi Géza Színház, Stúdiószínpad – t.: a bp.-i Junion csoport vendégjátéka)
- 2006. Igézet (t.: Veszprémi Petőfi Színház, e. h.: Latinovits Zoltán Játékszín, r.: Kőváry Katalin)
- 2006. Szurrogátum Delikátesz (Bp., Petőfi Irodalmi Múzeum, r.: Lengyel Ferenc)
- 2008. A Medve(gy) (Zsámbéki Színházi és Művészeti Bázis, r.: Jámbor József)
- 2009. Kőmanó (Békés Megyei Jókai Színház, r.: Dézsy Szilárd)
- 2009. A jó pálinka itassa magát! 2.0 – Koleszár Bazil Péterrel közösen (Budaörsi Játékszín, r.: Koleszár Bazil Péter)
- 2009. A jó pálinka itassa magát – Koleszár Bazil Péterrel közösen (t.: Szombathely, Weöres Sándor Színház, e. h.: Stúdiószínpad, r.: Koleszár Bazil Péter)
- 2010. Mal’haba (Pécsi Harmadik színház, r.: Vincze János)
- 2010. A jó pálinka itassa magát – Koleszár Bazil Péterrel közösen (Debrecen, Csokonai Színház, Kortárs Magyar Drámák Fesztiválja – a Junion csoport vendégjátéka)
- 2010. Kelemenke Ködmönkéje (Bp., RSG Színház, r.: Krizsik Alfonz)
- 2010. Zöldalma (t.: Budapesti Kamaraszínház, e. h.: Shure Stúdió, r.: Kőváry Katalin)
- 2010. Szakmák színháza (Szombathely, Weöres Sándor Színház, r.: Jordán Tamás)
- 2011. Pótkolbász, avagy szurrigátum delkátesz (t.: Szombathely, Weöres Sándor Színház, e. h.: Stúdiószínpad, r.: Koleszár Bazil Péter)
- 2012. A jó pálinka itassa magát – Koleszár Bazil Péterrel közösen (t.: Pécsi Nemzeti Színház, e. h.: Kamaraszínház, r.: Koleszár Bazil Péter)
- 2012. Megyünk haza (Szarvasi Vízi Színház, r.: Koleszár Bazil Péter)
- 2012. Megyünk haza (t.: Felolvasó Színpad, e. h.: Bp., Petőfi Irodalmi Múzeum, r.: Seres Tamás)
- 2013. Az aranyvirág (t.: Felolvasó Színpad, e. h.: Bp., Petőfi Irodalmi Múzeum, r.: Seres Tamás)
- 2013. Szurrogátum delikátesz. Felolvasószínházi előadás Hamvas Béla Bizonyos tekintetben című kisregénye alapján (t.: HOPPart Társulat, e. h: Bp., Petőfi Irodalmi Múzeum, r.: Bereczki Csilla)

Dramaturgként jegyzett munkái:
- 1998. Az ötödik Sally – Daniel Keyes: Virágot Algernoonnak c. regényéből, Szilágyi Tibor fordítása alapján, Szalay Krisztával közösen (t.: P’ART, e. h.: Thália Stúdió, r.: Cserna Antal)
- 2000. Szophoklész árnya (t.: Bp., Merlin Színház, e. h.: Kamaraterem, r.: Erős Judit)
- 2004. Zőld Martzi – Wándza Mihály írásából (Bp., Kolibri Pince – Junion csoport, r.: Koleszár Bazil Péter)
- 2007. Rajzolj nekem egy bárányt – Saint-Exupéry: A kis herceg című műve alapján (Junion csoport, r.: Kálmánczhelyi Zoltán)
- 2009. The best of (Bakelit Multi Art Center)
- 2012. A csapda, a jóslat és a kisablak – Jordi Galceran 1994-ben írt Menekülés című komédiájának ötletéből és nyomán, Koleszár Bazil Péter fordításának felhasználásával (Bp., Junion csoport, r.: Koleszár Bazil Péter)

Filmek
Forgatókönyvírói munkái:
- 1990. Szoba kiáltással – Xantus Jánossal közösen (MAFILM Objektív Filmstúdió, r.: Xantus János)
- 1990–1999. A Família Kft. epizódjai – kb. 30 rész forgatókönyve (MTV)
- 1991. A távollét hercege – Hársing Hildával közösen (Dialóg Filmstúdió, r.: Tolmár Tamás)
- 1991. Nem minden eladó – vedd meg, Uram! (MTV, r.: Kálmán János)
- 2005. Szörnyek ebédje (MTV, r.: Mihályfi Imre)
- 2018. Parázs a szívnek (Cinemafilm, r.: Vámos Zoltán)
- 2022. A gyémánt út pora (Cinemafilm. r. Vámos Zoltán)

Rádiójátékok
- 1988. Nyílt műhely. Barátaim! Kannibálok! (Elhangzott: 1988. 01. 30., Bartók Rádió.)
- 1988. Barátaim! Kannibálok! (r.: Csizmadia Tibor, elhangzott: 2011. 02. 20., Kossuth Rádió)
- 1989. Aranylemez (r.: Puskás Tamás)
- 1990. No smoking, bee happy (r.: Magos György, elhangzott: 1990. június 13., Petőfi Rádió)
- 2001. Don Juan megjön a háborúból – Ödön von Horváth színművéből – Simon László fordítása alapján (r.: Solténszky Tibor, elhangzott: 2008. 09. 21., Kossuth Rádió)
- 2006. Hallgasd a tengert! – Bram Stoker „Drakula gróf válogatott rémtettei” című regényéből, Bartos Tibor fordítása alapján (r.: Hegyi Árpád Jutocsa, elhangzott: 2008. 09. 16. és 2008. 09. 23., Kossuth Rádió. Ism.: 2013. 09. 17–18.)
- 2007. Szurrogátum Delikátesz. (Rádióra alkalmazta: Lengyel Ferenc. Elhangzott: 2007. 01. 28., Kossuth Rádió.)
- 2012. Retro. (Rádióra alkalmazta: Solténszky Tibor, r.: Csizmadia Tibor, elhangzott: 2012. 05. 26., Kossuth Rádió.)
- 2013. Megyünk haza! (Rádióra alkalmazta és rendezte: Kőváry Katalin, elhangzott: 2013. 09. 08., Kossuth Rádió.)

Rádiós színházi közvetítések
- 1992. És a hősök hazatérnek. Közvetítés az egri Gárdonyi Géza Színházból. (Elhangzott: 1992. május 30., Kossuth Rádió.)
- 1993. Romantika. Közvetítés a veszprémi Latinovits Zoltán Játékszínből. (Elhangzott: 1993. 11. 13., Kossuth Rádió.)
- 2003. Utazás Bozenba. Közvetítés a Merlin Színházból. (A 2003. január 30-ai előadás felvétele. Elhangzott: 2003. június 22., Kossuth Rádió.)

## Ismertetők, kritikák
- Szakonyi Károly: Sultz teremtményei. In: Színház, 2007. augusztus, 23-27. oldal: http://www.old.szinhaz.net/pdf/2007_08.pdf
- Kállai Katalin: A hattyú halála, avagy a hosszú széklet. In: Kritika, 1988. 4. szám, 44. oldal
- A hattyú halála, avagy a hosszú széklet. In: Szolnok Megyei Hírlap, 1987. 11. 17. 5. oldal
- Ivánka Csaba: A Várszínházban. In: Film Színház Muzsika, 1988. 10. 29./44. szám, 2., 5. oldal
- Bulla Károly: Barátaim! Kannibálok! In: Film Színház Muzsika, 1988. 11. 12./46. szám, 4–5. oldal
- Sultz Sándor: Siker a bőröndben. In: Film Színház Muzsika, 1989. 11. 04./44. szám, 26. oldal
- Bemutató előtt. „Mezei szürrealizmus”. In: Film Színház Muzsika, 1989. 01. 28./4. szám, 28. oldal
- Stuber Andrea: Vágóasztalon. Kőbékák között. In: Film Színház Muzsika, 1991. 01. 06./1. szám, 18–19. oldal
- Ahogy nem szabad élni. Sultz Sándor kamaradarabjának ősbemutatója a Jókai Színházban. In: Békés Megyei Népújság, 1996. 04. 02. 5. oldal